# Cacia shirupiti
Cacia shirupiti är en skalbaggsart som beskrevs av Tadao Kano 1939. Cacia shirupiti ingår i släktet Cacia och familjen långhorningar.
Artens utbredningsområde är Taiwan. Inga underarter finns listade.